# Base aérienne Čáslav
La base aérienne Čáslav est une ancienne base aérienne de la Force aérienne tchèque située sur le territoire de la commune de Čáslav. Elle fut construite entre 1952 et 1958.

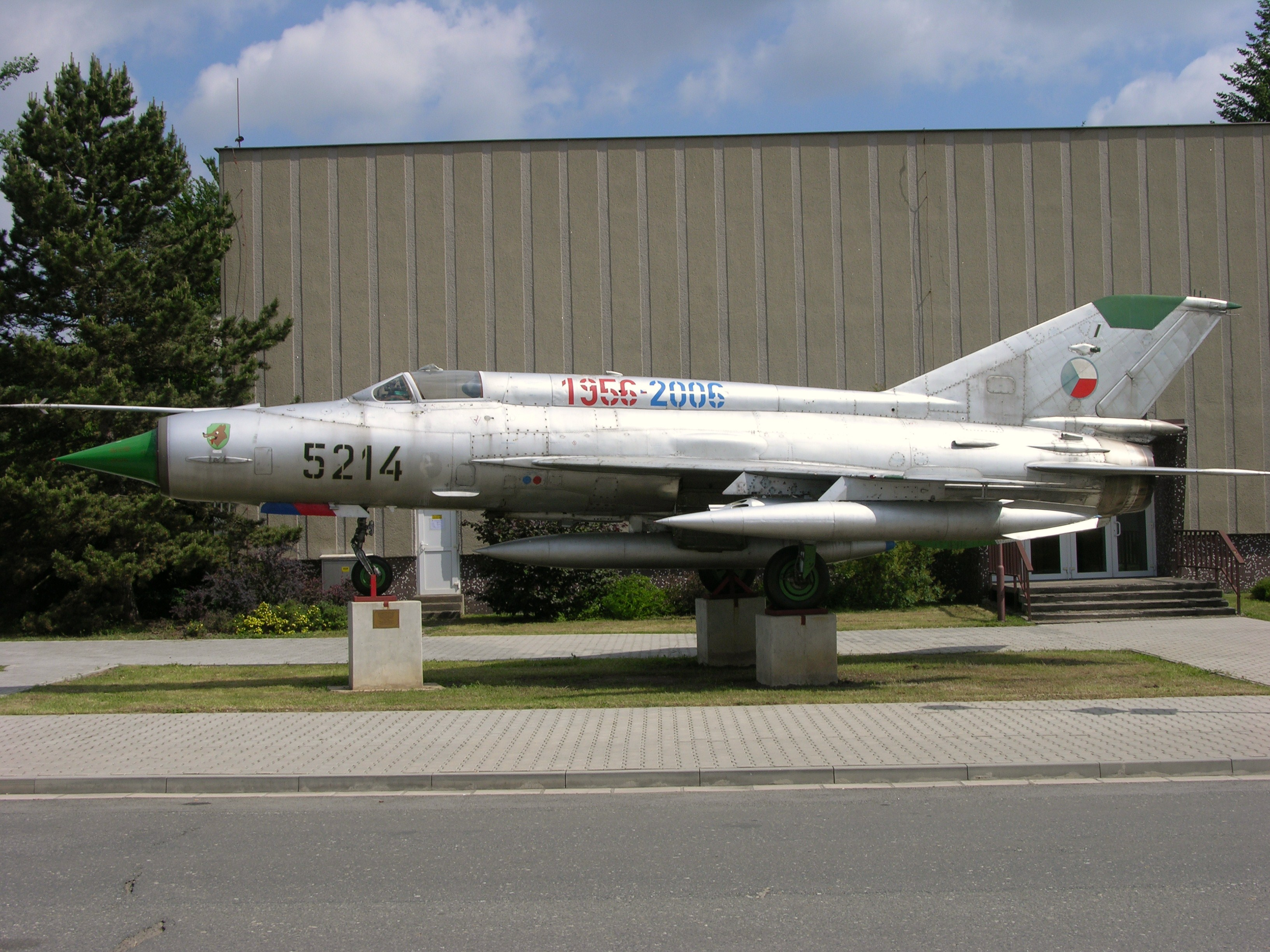
Mig-21 muséifié.

Elle est, depuis 2003 le centre de :
- la 21e Base Aérienne Tactique de Zvolenská,
- du 211e Escadron d'appui tactique, équipé de Saab JAS 39 GripenC/D
- du 212e Escadron d'appui tactique, équipé de L-159A/L-159T1 ALCA
- et du 213e Escadron d'entraînement, équipé de L-159T1/T2 ALCA.

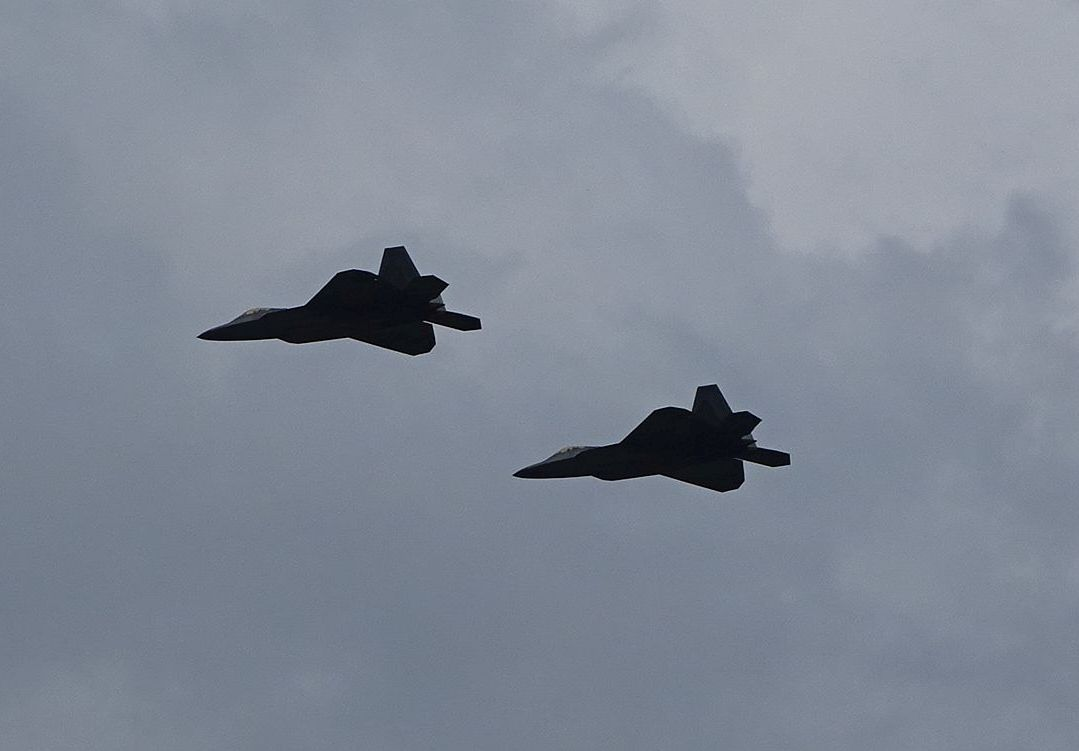
Deux Raptors dans le ciel de la base.
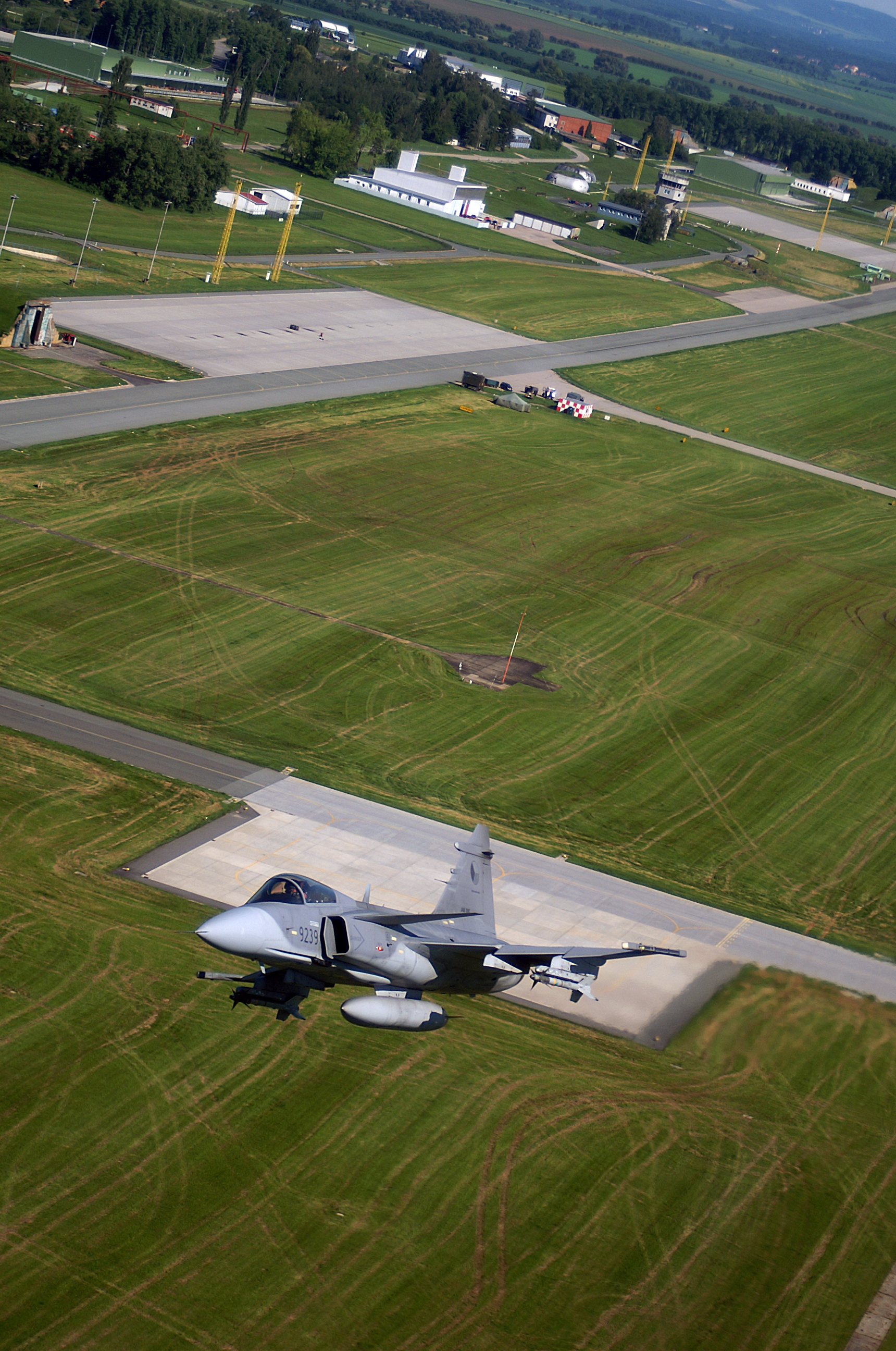
Gripen décollant.